# باتريشيا هايسميث
باتريشيا هايسميث (بالإنجليزية: Patricia Highsmith) (وُلدت في 19 يناير/كانون الثاني 1921 - وتُوفيت في 4 فبراير من العام 1995)، هي روائية أمريكية وكاتبة قصص قصيرة. اشتهرت باتريشيا في مجال الكتابة من خلال تخصصها في الرعب والإثارة النفسية بما في ذلك سلسلة من خمس روايات بطلها شخصية توم ريبلي. كتبت باتريشيا 22 رواية والعديد من القصص القصيرة طوال حياتها المهنية كما عملت على كتابة سيناريو أكثر من عشرين فيلم. تستمد كتاباتها نفوذها من الأدب الوجودي،  كما تُحاول التشكيك في الأخلاق. خلال حياتها؛ أُطلق عليها لقب شاعرة القلق من قبل الروائي غراهام غرين.
أول رواية صدرت لها جاءت بعنوان غرباء على القطار وقد تمّ تحويلها لعددٍ من المسرحيات وبخاصة مسرخية شهيرة ألّفها ألفريد هيتشكوك في عام 1951. أصدرت في عام 1955 رواية بعنوان السيد ريبلي الموهوب التي تم ترجمتها هي الأخرى لعددٍ من اللغات كما تم تحويلها لعدة مسرحيات وأفلام. اهتمت باتريشيا بمجال المثليين جنسيًا حيث سبق لها وأن نشرت رواية بعنوان «سعر الملح». جدير بالذكر هنا أن هذه الرواية لم تُنشر باسمها الحقيقي بل نُشرت تحت اسم كلير مورجان وقد تمّ تحويلها لفيلم عُرض عام 2015 بعنوان كارول.

## النشأة
ولدت ماري باتريشيا بلانغمان في فورت وورث بولاية تكساس، كانت الطفلة الوحيدة للفنانين جاي برنارد بلانغمان (1889-1975) الذي تعو أصوله للعرق الألماني،  ومريم بلانغمان كوتس (13 سبتمبر 1895 – مارس 12, 1991). انفصل الزوجان قبل عشرة أيام من ولادة ابنتهما.
تم نتبني باتريشيا في عام 1927 من قبل الفنانة ستانلي هايسميث التي كانت قد تزوجت في عام 1924 ثم انتقلت مع ابنتها بالتبني إلى مدينة نيويورك. عندما بلغت الثانية عشر من عمرها؛ أُرسلت هايسميث إلى فورت وورث للعيشِ مع جدتها لمدة عام. وصفت في لاحق ذلك العام بأنه «الأتعس» في حياتها وذلك بسبب شعورها «بهجرة» والدتها لها. عادت إلى نيويورك لمواصلة العيش مع أمها في مانهاتن ثم انتقلا في وقت لاحق إلى أستوريا في كوينز.
وفقا لهايسميث؛ فإن والدتها البيولوجية قد أخبرتها أنها حاولت إجهاضها ذات مرّة عن طريق شرب زيت التربنتين، لكنّ السيرة الذاتية لهايسميث تقول أن جاي بلانغمان قد حاول إقناع زوجته بالإجهاض لكنها رفضت. تعتقد باتريشيا أن ما عانته في طفلولتها جعلها تعيش علاقة حب وكراهية في نفس الوقت وربما هذا ما دفعها إلى كتابة قصة قصيرة خيالية عن شاب يطعن والدته حتى الموت لسبب من الأسباب.
تعلمت هايسميث القراءة في سن مبكرة على يد جدتها التي كاتت تحتفظ بمكتبة واسعة من الكتب في مختلف التخصصات. في سن التاسعة؛ وجد باتريشيا تشابهًا بين ما تعيشه وبين ما تحدث عنه مجموعة من المؤلفين أمثال كارل مينيجر وفرويد.

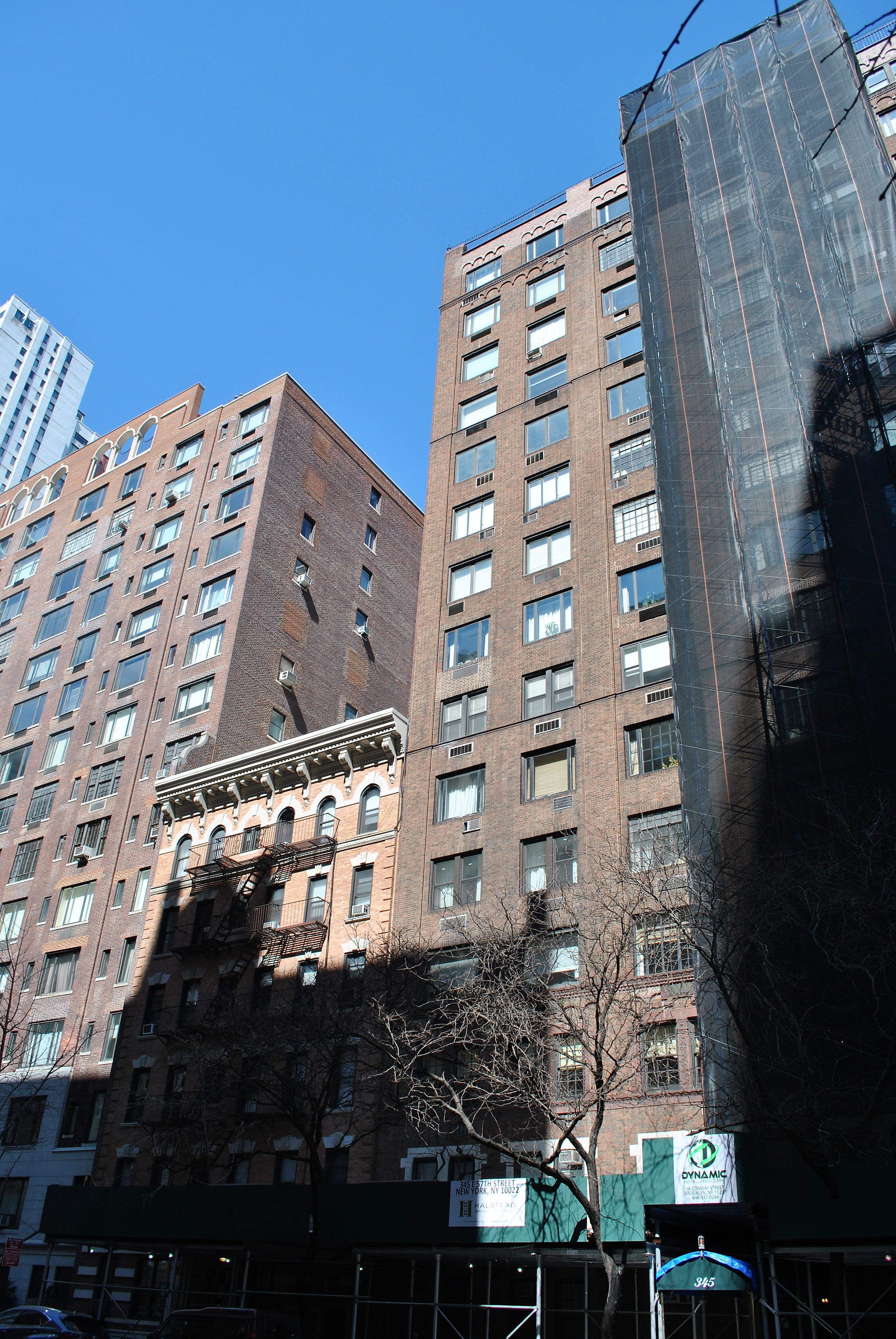
شقة باتريشيا هايسميث في مدينة نيويورك

ألفت هايسميث 22 رواية طوال مسيرتها المهنية التي انطلقت عام 1942. تخرّجت هايسميث من كلية بارنارد، حيث درست اللغة الإنجليزية كما تخصصت في وقت لاحق في الكتابة المسرحية والقصة القصيرة جنبًا إلى جنب مع النثر. بعد تخرجها من الجامعة؛ وعلى الرغم من توفر مناصب شغل كان بإمكانها شغلها،  إلا أنها آثرت تقديم عدد من الطلبات للعمل في جريدة أو مجلة مرموقة مثل هاربر بازار، مجلة فوغ، تايم، مجلة فورتشن ونيويوركر. بناء على توصية من ترومان كابوتي؛ قُبلت باتريشيا هايسميث في مجلة متوسطة الشهرة حينها وعملت فيها طوال صيف 1948؛ هناكَ كتبت روايتها الأولى التي صدرت تحت عنوان غرباء على القطار.

## الحياة الشخصية
عانت هايسميث من دورات من الاضطراب المُزاجي الذي رافقها لفترة طويلة من حياتها. على الرغم من نجاحها الأدبي فقد كتبت في مذكراتها في كانون الثاني / يناير 1970: «أنا الآن كاتبة ساخرة وغنية إلى حد ما لكنني وحيدة وأعاني من الاكتئاب فضلا عن التتشائم» على مر السنين، عانت هايسميث من نقص في الهرمون الأنثوي كما عانت كذلك من فقدان الشهية العصابي، بالإضافة إلى فقر الدم المُزمن، مرض بورغر وسرطان الرئة.
بالنسبة لرأي ووجهة نظر أصدقاء ومعارف هايسميث حولها فهي تبقى مختلفة. فمثلا يرى المحرر غاري فيسكيتجون الذي نشر لها مجموعة من الرويات: «كانت [باتريشيا] صعبة للغاية، من الصعب جدا فهمها … لكنها كانت أيضا مرحة وممتعة إلى درجة كبيرة.» أمّا الملحن ديفيد الذي التقى هايسميث في عام 1943 فقد وصفها بأنها «شخصية مكتئبة تمامًا». في حين يرى جيمس غراهام بالارد أن تأليف هايسميث لروايتي غرباء على القطار والسيد ريبلي الموهوب كان في حد داته انحرافًا وربما لم يكن عقل باتريشيا يُميّز بين حياتها الشخصية وبين القصص الخيالية التي تُؤلفها وتعمل عليها طوال يومها. بالنسبة لكاتب السيناريو فيليس ناجي والذي درس روايتها سعر الملح كما عمل على تأليف فيلم كارول عام 2015 فقد التقى بهايسميث في عام 1987 وظلَّ الاثنان أصدقاء لبقية حياة باتريشيا. يرى ناجي أنَّ هايسميث «حلوة جدا» و«مشجعة» للكتاب الشباب كما أنها «كوميدية مضحكة.» اعتبرها البعض كارهة للنساء، فيما اعتبرها آخرون غير ذلك. طوال حياتها؛ أحبت هايسميث القطط كما احتفظت بحوالي ثلاثمائة حلزون في حديقة منزلها في سوفولك بإنجلترا. حضرت هايسميث ولمرة واحدة حفل كوكتيل في لندن وهناك زاد إعجابها بالحيوانات وقرّرت تربية الكثير منهم في منزلها. أحبت باتريشيا كذلك النجارة كما كانت تعشق الأدوات المصنوعة من الأثاث. عملت هايسميث دون توقف وقد تسبب لها هذا في عدة أمراض في وقت لاحق من حياتها بما في ذلك هشاشة العظام. على الرغم من مشوارها المهني الزاخر إلا أنها ألّفت 22 رواية فقط وثمانية قصص قصيرة كتبتها في أوقات مختلفة من حياتها. بالنسبة لباتريشيا فهي ترغب في حياتها الشخصية خاصة.
بعد وفاتها؛ تركت باتريشيا هايسميث وراءها ثمانية آلاف من صفحات يومياتها المكتوبة بخط اليد وبجهاز الكمبيوتر كذلك.

### الحياة الجنسية
معظم العلاقات التي قامت بها باتريشيا هايسميث طوال حياتها كانت مع نساء من نفس جنسها. قيل كذلك أنها مارست الجنس مع رجال دون رغبة منها فيهم حيثُ كتبت في مذكراتها: « وجه الرّجل ليس "جميلاً" 'بالنسبة لي.» ذكرت الروائية باتريشيا كذلك في أواخر 1950 أنها «حاولت أن تُحب الرجال، بل اعترفت بحبها للرجال أكثر من النساء ولكن ليس على السرير.» في عام 1970 كتبت باتريشيا رسالة إلى زوج والدتها بالتبني ستانلي؛ في تلك الرسالة وصفت اللقاءات الجنسية مع الرجال بمثابة «الاغتصاب في المكان الخطأ» ثم أضافت: «في حالة ما كانت هذه الكلمات "كريهة" للقراءة بالنسبة لك؛ فإني أستطيع أن أؤكد لك أنها لا تُقارن بما يحصل في السرير.» وصف فيليس ناجي هايسميث «بالسحاقية التي لم تستمتع مع باقي النساء».
دخلت هايسميث عام 1943 في علاقة غرامية مع الفنان أليلا كورنيل الذي كان بدوره قد عانى من مسألة الحب غير المتبادل مع امرأة أخرى. كل هذه الأزمات دفعته إلى الانتحار عام 1946 عن طريق شرب حمض النيتريك.
أثناء إقامتها في يادو، التقت هايسميث بالكاتب مارك برانديل ابن المؤلف جي.دي بيريسفورد. على الرغم من أنها أخبرته عن كونها مثلية إلا أنه رغب فيها بشدة وسرعان ما دخل معها في علاقة عاطفية قصيرة الأجل. أقنعها مارك بضرورة زيارته في بروفينس بماساتشوستس، حيث قدّم لها آن سميث وهو رسام ومصمم أزياء سابق ومحرر كذلك في مجلة فوغ. تبادل الطرفان شعورًا بالرغبة في البقاء معًا ثم أخبرت باتريشيا زميلها برانديل أنها سترحل عنه كونها تشعر كأنها في سجن معه. ذكرت هايسميث في المذكرات التي عُثر عليها: «بالرغم من كوني سيدة معاضرة فقد رفضت النوم معه ولم يكن قادرًا على تحمل هذا الأمر في آخل الليل … لم أُمارس معه الجنس لذلك كان على الأرجح مستاء منّي». قَطعت هايسميث علاقتها بشكل مؤقت مع برانديل واستمرت في التعرف على نساء أخريات. ابتداء من 30 نوفمبر عام 1948 ولمدة الأشهر الستة المقبلة خضعت هايسميث للتحليل النفسي في محاولة منها «لتنظيم نفسها جنسيا» وذلك حتّى تستطيع الزواج ببرانديل. اضطرت باتريشيا إلى توقيف التحليل بعدما قطعت علاقتها ببرانديل تمامًا.
بعد إنهاء خطوبتها من مارك برانديل، دخلت في علاقة غرامية أخرى مع المحللة النفسية كاثرين هاميل كوهين زوجة الناشر البريطاني دينيس كوهين مؤسس صحيفة كريسست التي نشرت في وقت لاحق من خلالها رواية 'غرباء على القطار'.
عادت هايسميث لطبيبها النفسي أملاً في العلاج واتفقت معه على حضور جلستي علاج في الأسبوع. من المفارقات أنه تم خلال هذه الفترة محاولة «علاج» باتريشيا من المثلية الجنسية التي شكّلت لها مصدر إلهام من أجل كتابة رواية سيرة ذاتية بعنوان سعر الملح.
في أوائل أيلول/سبتمبر من عام 1951؛ بدأت باتريشيا علاقة مع عالم الاجتماع إلين بلومنتال هيل. توطدت العلاقة بين الثنائي حيث كانا يُسافران نحو أوروبا معَا ويعودان منها كذلك معا. قدِمت هايسميث رفقة هيل إلى نيويورك بحلو أوائل أيار/مايو 1953. كانت العلاقة بينهما ظاهريا «هشة» مما ساعد هايسميث على الدخول في علاقة جديدة مع المصور الألماني المثلي رولف تياتجينس. زُعم حينها أن باتريشيا هايسميث انجذبت نحو رولف بسبب ميوله الجنسية المثلية. بسبب طبيعة عمل رولف فقد التقط لباتريشيا عدة صور وهي عارية تمامًا إلا أن كل تلك الصور قد فُقدت باستثناء واحدة تُظهر الجزء العلوي من هايسميث فقط.
وقَعت هايسميث بين عامي 1959 و 1961 في حب الكاتبة ماريجان ميكر، التي سبق لها وأن كتبت عددا من القصص حول المثلية تحت اسم مستعار وهو آن ألدريتش بما في ذلك رواية غموض/تشويق وخيال تحت عنوان فين بايكر. في أواخر 1980 وبعد 27 عاما من الانفصال عادت هايسميث لمقابلة ميكر التي كانت في حالة سكر فصرخت بمرارة على باتريشيا وذكرت في وقت لاحق كيف أنها تروعت عندما لاحظت كم التغيير الذي حصل لشخصية هايسميث.

### الوفاة
تُوفيت باتريشيا هايسميث في 4 فبراير/شباط عام 1995 بسبب فقر الدم اللاتنسجي وسرطان الرئة وذلك في مستشفى كاريتا في لوكارنو بسويسرا بالقرب من القرية حيث عاشت منذ عام 1982. تمّ حرقُ جُثتها في مقبرة بيلينزونا فيما جَرت مراسمُ التأبين في شياسا دي تيغنا في تيغنا، تيسان بسويسرا كما دُفن رمادها في نفس المحافظة.
تركت باتريشيا ورائها مجموعة عقارات تُقدر بنحو 3 ملايين دولار كما خلّفت إرثا ثقافيًا، فضلا عن مخطوطات أدبية محفوظة في المكتبة الوطنية السويسرية في برن بسويسرا.

## وجهات النظر

### الدينية

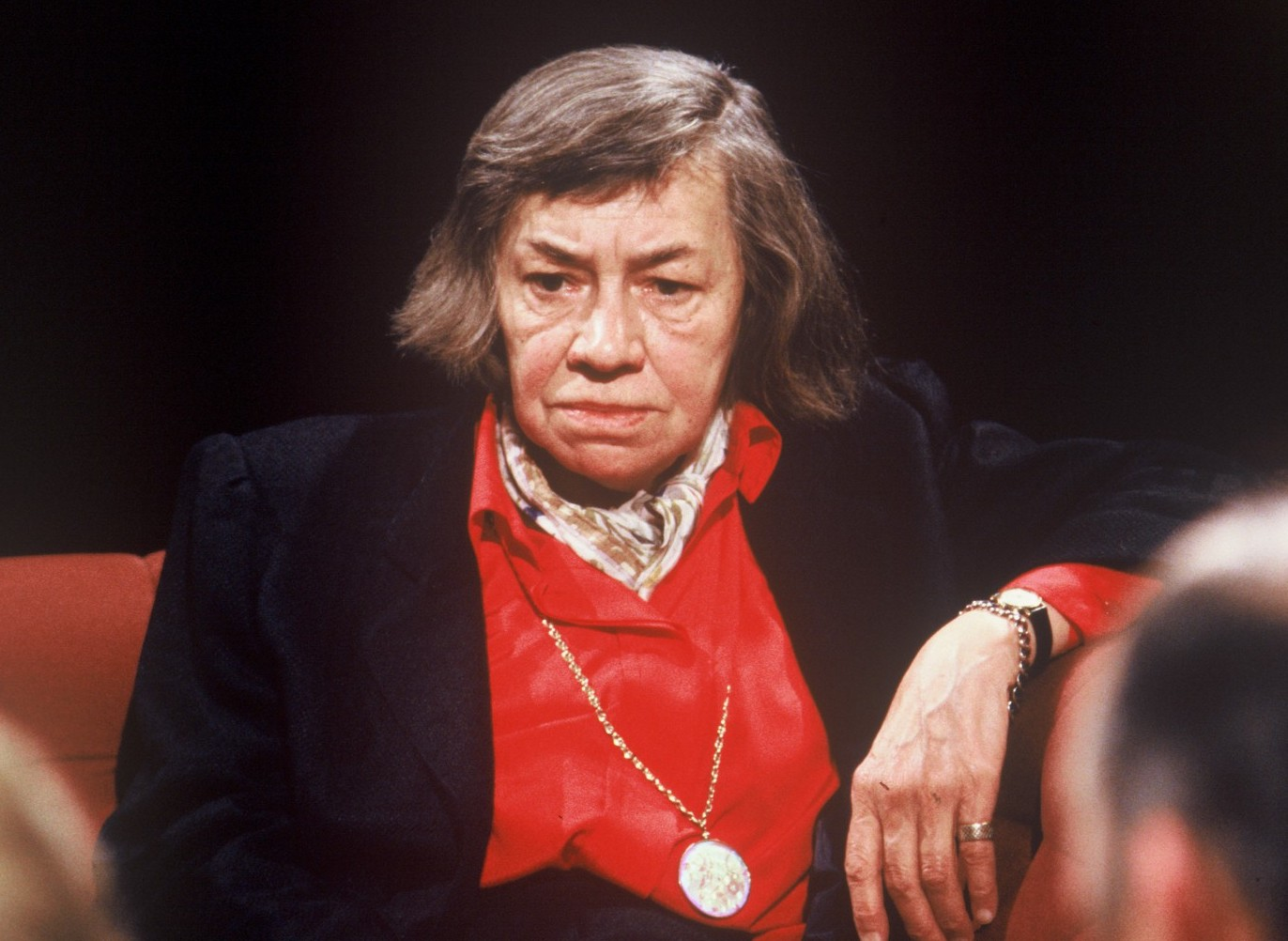
هايسميث خلال مناقشة في برنامج بعد حلول الظلام على التلفزيون البريطاني في حزيران/يونيو 1988

تُعد هايسميث ملحدة، على الرغم من أنها تعتبر نفسها ليبرالية فقد اختلطت في سنوات الدراسة مع طلاب العرق الأسود، ثم أصبحت مقتنعة في السنوات اللاحقة أن العرق الأسود مسؤول عن رفاهية المجتمع في أمريكا. تكره باتريشيا الكوريين وتصفهم «بآكلو الكلاب».
منذ احتلال فلسطين من قبل الكيان الصهيوني؛ كانت هايسميث من مؤيدي حقوق الفلسطينيين كما دافعت عنهم مرارًا وتكرارًا في مختلف المناسبات. حسب كاتب السيناريو فيليس ناجي «فإن تعاطف باتريشيا مع الفلسطينيين جعلها تُدلي  بتصرحيات  مُعادية في طابعها للسامية.» عندما كانت تعيش في سويسرا في 1980، استخدمت هايسميث ما يقرب من 40 اسمًا مُستعارًا عند الكتابة إلى مختلف الهيئات الحكومية والصحف عن استيائها من الاحتلال الإسرائيلي وخشيتها من تأثير اليهود على العالَم. ومع ذلك، ترى العديد من صديقاتها أن باتريشيا أصبحت في وقت لاحق تُقدر بعض اليهود وتحترمهم،  مثل آرثر كوستلر الذي قابلته في تشرين الأول/أكتوبر 1950 وأقامت معه علاقة غير ناجحة هدفت من خلالها إلى إخفاء شذوذها الجنسي معتبرة أن الإفصاح عن كونها مثلية الجنس من شأنه أن يضر بها مهنيا. وعلاوة على ذلك؛ فإنّ سول بيلو الكاتب اليهودي كان كاتِبها المفضل.

### السياسة
وصفت هايسميث نفسها بأنها ديمقراطية اشتراكية. يعتقد أنها قد تعلّقت بالديمقراطية الأمريكية بعد اطلاعها على تاريخ الولايات المتحدة خاصة ما عانته الدولة في القرن ال20 على مستوى الثقافة والسياسة الخارجية. كتبت باتريشيا قصة قصيرة بعنوان حكايات من الكوارث الطبيعية وغير الطبيعية عام 1987 وفيه تطرقت لما يُعرف بمعاداة-أمريكا. منذ بداية عام 1963 وهي تُقيم حصرًا في أوروبا بالرغم من احتفاظها بجنسية الولايات المتحدة وذلك على الرغم من العقوبات الضريبية التي اشتكت منها بمرارة خلال عيشها لسنوات عديدة في فرنسا وسويسرا.

بعد أن أعلنت إسرائيل «استقلالها» بعد حرب فلسطين عام 1948 والحرب العربية–الإسرائيلية التي تمكنت فيها من السيطرة على ثلاثة أرباع فلسطين المحتلة برزت هايسميث ككاتبة مدافعة عن الفلسطينيين جنبا إلى جنب مع غور فيدال، ألكسندر كوكبورن، نعوم تشومسكي وإدوارد سعيد الذين طالبوا بحق تقرير المصير. كعضو في منظمة العفو الدولية؛ أكدت باتريشيا علنًا معارضتها تشريد الفلسطينيين على يد الصهاينة. تم حظر نشر مجموعة من كتب هايسميث في إسرائيل بعد الانتخابات التي فاز فيها مناحم بيجن في عام 1977. كتبت في عام 1983 كتابًا بعنوان الناس الذين يدقون على الباب وفيه تطرقت لقضية الشعب الفلسطيني حيث قالت: 
ساهمت هايسميث ماليا في اللجنة اليهودية في الشرق الأوسط وهي منظمة تأسست في عام 1988 تمثل اليهود الأمريكيين الذين يرغبون في أن تنأى الولايات المتحدة عن سياسات إسرائيل. كتبت في آب/أغسطس 1993 رسالة إلى ماريجان مايكر قائلة: «يُمكن أن تجمع الولايات المتحدة الأمريكية 11 مليون دولار في اليوم الواحد إذا قطعت مساعدتها لإسرائيل.»

## قائمة أعمالها
| كتب باتريشيا هايسميث في عقد الخمسينيات    | كتب باتريشيا هايسميث في عقد الخمسينيات | كتب باتريشيا هايسميث في عقد الخمسينيات | كتب باتريشيا هايسميث في عقد الخمسينيات                                                |
| الكتاب                                    | سنة الإصدار                            | النوعية                                | ملاحظات                                                                               |
| ----------------------------------------- | -------------------------------------- | -------------------------------------- | ------------------------------------------------------------------------------------- |
| غرباء على القطار                          | 1950                                   | رواية                                  |                                                                                       |
| سعر الملح                                 | 1952                                   | رواية                                  | نُشرت الرواية تحت اسم كلير مورجان، فيما تم نشرها لاحقًا وبالتحديد عام 1990 باسم الراوية |
| السيد ريبلي الموهوب                       | 1955                                   | رواية                                  | نُشرت ضمن مجلد مكوّن من خمس روايات                                                      |
| المياه العميقة                            | 1957                                   | رواية                                  |                                                                                       |
| لعبة المعيشة                              | 1958                                   | رواية                                  |                                                                                       |
| كتب باتريشيا هايسميث في عقد الستينات      |                                        |                                        |                                                                                       |
| الكتاب                                    | سنة الإصدار                            | النوعية                                | ملاحظات                                                                               |
| هذا المرض حلو                             | 1960                                   | رواية                                  |                                                                                       |
| صرخة البومة                               | 1962                                   | رواية                                  |                                                                                       |
| وجوه اثنين في كانون الثاني/يناير          | 1964                                   | رواية                                  |                                                                                       |
| الزنزانة الزجاجية                         | 1964                                   | رواية                                  |                                                                                       |
| قصة الصرّاف                                | 1965                                   | نُشرت بأسماء مختلفة حسب كل دولة         |                                                                                       |
| تزوير الهزة                               | 1969                                   | رواية                                  |                                                                                       |
| كتب باتريشيا هايسميث في عقد السبعينات     |                                        |                                        |                                                                                       |
| الكتاب                                    | سنة الإصدار                            | النوعية                                | ملاحظات                                                                               |
| ريبلي تحت الأرض                           | 1970                                   | رواية                                  | نُشرت ضمن مجلد مكوّن من خمس روايات                                                      |
| لعبة ريبلي                                | 1974                                   | رواية                                  | نُشرت ضمن مجلد مكوّن من خمس روايات                                                      |
| كلب الفدية                                | 1972                                   | رواية                                  |                                                                                       |
| حكايات من كراهية النساء                   | 1975                                   | مجموعة قصصية                           |                                                                                       |
| مذكرت إديث                                | 1977                                   | رواية                                  |                                                                                       |
| ببطء ببطء في مهب الريح                    | 1979                                   | مجموعة قصصية                           |                                                                                       |
| كتب باتريشيا هايسميث في عقد الثمانينيات   |                                        |                                        |                                                                                       |
| الكتاب                                    | سنة الإصدار                            | النوعية                                | ملاحظات                                                                               |
| الصبي الذي يتبع ريبلي                     | 1980                                   | رواية                                  | نُشرت ضمن مجلد مكوّن من خمس روايات                                                      |
| البيت الأسود                              | 1981                                   | مجموعة قصصية                           |                                                                                       |
| الناس الذين يدقون على الباب               | 1983                                   | رواية                                  |                                                                                       |
| حوريات البحر في ملعب الجولف               | 1985                                   | مجموعة قصصية                           |                                                                                       |
| وُجدت في الشارع                            | 1986                                   | رواية                                  |                                                                                       |
| حكايات من الكوارث الطبيعية وغير الطبيعية' | 1987                                   | مجموعة قصصية                           |                                                                                       |
| كتب باتريشيا هايسميث في عقد التسسعينات    |                                        |                                        |                                                                                       |
| الكتاب                                    | سنة الإصدار                            | النوعية                                | ملاحظات                                                                               |
| مبردات                                    | 1990                                   | مجموعة قصصية قصيرة                     |                                                                                       |
| ريبلي تحت الماء                           | 1991                                   | رواية                                  | نُشرت ضمن مجلد مكوّن من خمس روايات                                                      |

## روابط خارجية
- باتريشيا هايسميث على موقع IMDb (الإنجليزية)
- باتريشيا هايسميث على موقع الموسوعة البريطانية (الإنجليزية)
- باتريشيا هايسميث على موقع مونزينجر (الألمانية)
- باتريشيا هايسميث على موقع قاعدة بيانات الأفلام العربية
- باتريشيا هايسميث على موقع ألو سيني (الفرنسية)
- باتريشيا هايسميث على موقع ميوزك برينز (الإنجليزية)
- باتريشيا هايسميث على موقع أول موفي (الإنجليزية)
- باتريشيا هايسميث على موقع قاعدة بيانات الأفلام السويدية (السويدية)
- باتريشيا هايسميث على موقع إن إن دي بي (الإنجليزية)
- باتريشيا هايسميث على موقع ديسكوغز (الإنجليزية)